# 久我通光
久我 通光（こが みちてる）は、鎌倉時代前期の公卿・歌人。内大臣・源通親の三男であるが、後鳥羽天皇の乳母・藤原範子所生のため嫡男の扱いを受ける事になった。範子の連れ子で異父姉の承明門院が土御門天皇を生んでいる。一般的には久我家の祖と考えられている。官位は従一位・太政大臣。後久我太政大臣と号す。新三十六歌仙の一人。久我家5代。

## 略歴
正治3年（1201年）に公卿となり、異母兄・堀川通具を越して昇進し、兄が任ぜられなかった右近衛大将を経て建保7年（1219年）には内大臣に任じられる。承久の乱の折に後鳥羽上皇の皇子・雅成親王の義父だったことや、北条義時追討の官宣旨発給に太政官の上卿（担当公卿）として関わったことから、鎌倉幕府から恐懼に処せられ籠居を命じられる。だが、その後も密かに隠岐国の後鳥羽上皇と連絡を取り合っていたと言われている。後に後嵯峨天皇の大叔父として、弟・土御門定通と共に権勢を振るい、寛元4年（1246年）12月24日に西園寺実氏の後に従一位太政大臣に昇った。
公卿に任ぜられた年と同年、歌合（「千五百番歌合」）への参加を許されて『新古今和歌集』等の勅撰和歌集に収められる等当代を代表する歌人の一人でもあり、また琵琶に優れていたなど才気に溢れた人物として知られた。
また『徒然草』第100段では、水を飲むために主殿司に「まがり」に入れて持って来させる通光の姿が描かれている。

## 官歴
以下、『公卿補任』と『尊卑分脈』の内容に従って記述する。
- 文治4年（1188年）1月6日、叙爵（式子内親王の給による）。
- 建久元年（1190年）7月18日、加賀守。
- 建久2年（1191年）1月5日、従五位上（宣陽門院の給による）。
- 建久5年（1194年）1月30日、侍従。
- 建久10年（1199年）1月5日、正五位下。同年6月23日、禁色、同年9月23日、右少将。
- 正治2年（1200年）1月5日、従四位下。同月25日には丹波介を兼ね、同年4月1日には従四位上。同月15日、春宮権亮。8月3日には母の喪に服す。同年10月11日復任、26日には右中将。
- 正治3年（1201年）1月6日、正四位下。同年4月22日には父通親が鳥羽殿を造営した賞により従三位。右中将は元の如し。
- 建仁2年（1202年）1月21日、尾張守を兼ねる。同年7月13日には正三位。10月19日には従二位、21日に父通親急逝により喪に服す。閏11月24日には復任する。
- 元久元年（1204年）4月12日、権中納言。14日には勅授帯剣を許される。
- 元久2年（1205年）2月2日、左衛門督を兼ねる。同年4月3日には中院邸から内裏に遷幸があった賞により正二位。
- 建永2年（1207年）2月10日、権大納言。
- 承元2年（1208年）8月8日、皇后宮大夫を兼ねる。
- 承元3年（1209年）4月25日、大夫を止める。
- 建保5年（1217年）1月28日、右近衛大将を兼ねる。
- 建保6年（1218年）10月8日、大納言。
- 建保7年（1219年）3月4日、内大臣。11月13日に右大将を辞した。
- 承久3年（1221年）７月3日、承久の乱後に上表して内大臣を辞した。
- 寛元4年（1246年）12月24日、太政大臣、同日従一位。
- 宝治2年（1248年）1月17日、上表して太政大臣を辞し、翌18日薨去。

晩年に久我家の家領のほとんどを後妻「西蓮」に与えたことから、通光の没後に後妻と先妻の子である嫡男久我通忠との間で家領相論が発生して大きな禍根を残した。すなわち不利となった後妻側は鎌倉幕府との関係が深い有力公家である西園寺家に久我家領を譲ることを条件に庇護を求めたために久我家は所領をほとんど失い、没落寸前となった。だが、通忠の後妻が有していた祖父平頼盛の旧領（「池大納言家領」）が久我家に継承される。この所領は鎌倉幕府によって保障された関東御領としての性格を持ち、それを足がかりとして久我家の再興が図られた。

## 系譜
- 父：源通親
- 母：藤原範子 - 藤原範兼の娘、後鳥羽天皇の乳母
- 妻：藤原宗頼の娘
  - 長男：久我通平（1203-1226）
- 妻：督典侍 - 藤原範光の娘
  - 二男：久我通忠（1216-1251）
  - 五男：六条通有 - 六条家祖
  - 六男：久我雅忠（1228-1272）
- 女房：三条（西蓮）
- 生母未詳
  - 男子：久我宣通
  - 男子：久我通能（生母は康頼法師の娘か。）
  - 七男：中院雅光（1226-1267 生母は三条（西蓮）か。）
  - 男子：道朝
  - 女子：式乾門院御匣（如月 生母は三条（西蓮）か。）
  - 女子：雅成親王妃
- 甥：八坂城玄 - 平曲奏者。幼時に失明したことから平曲を習い、京都八坂に暮らして八坂流を興した[3][4]。